# Мург (Хохрајн)
Мург (њем. Murg) општина је у њемачкој савезној држави Баден-Виртемберг. Једно је од 32 општинска средишта округа Валдсхут. Према процјени из 2010. у општини је живјело 6.878 становника. Посједује регионалну шифру (AGS) 8337076.

## Географски и демографски подаци
Мург се налази у савезној држави Баден-Виртемберг у округу Валдсхут. Општина се налази на надморској висини од 300 метара. Површина општине износи 20,9 km². У самом мјесту је, према процјени из 2010. године, живјело 6.878 становника. Просјечна густина становништва износи 329 становника/km².

## Међународна сарадња
| Мјесто | Држава     | Врста сарадње | Од    |
| ------ | ---------- | ------------- | ----- |
|        | Француска  | партнерство   | 1984. |
|        | Швајцарска | пријатељство  | 1952. |
| Извор  |            |               |       |